# Arme à feu à canons multiples
 (juillet 2023).

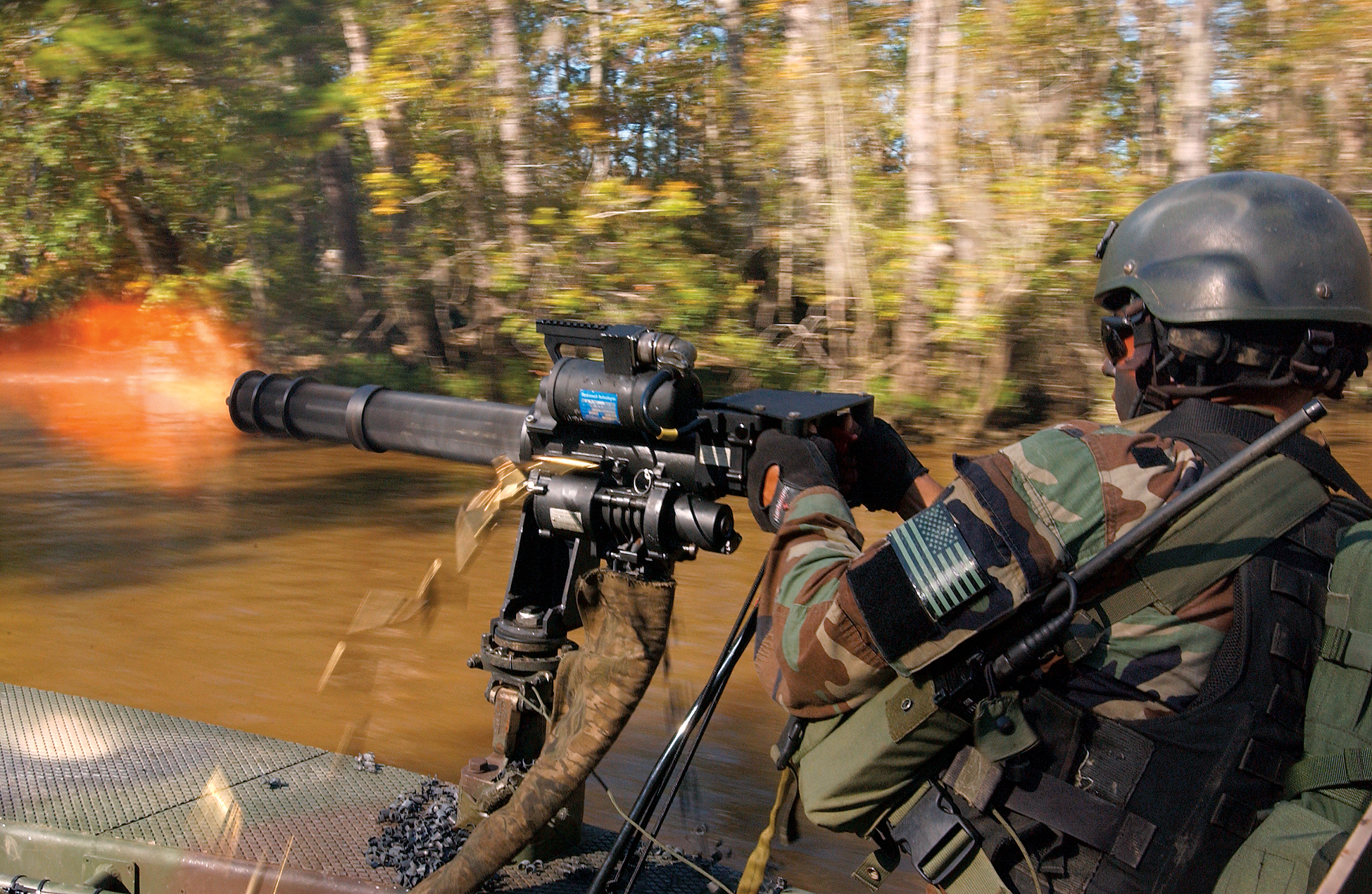
Un membre d'équipage de l'engin d'assaut Special Warfare utilise un minigun M134 à six canons pour réduire le feu ennemi lors d'une extraction «à chaud» de troupes sur une plage.

Une arme à feu à canons multiples est une arme à feu ayant au moins deux canons, avec l'avantage d'une cadence de tir ou une probabilité de toucher la cible supérieures, avec une moindre usure et surchauffe du canon.

## Histoire

### Pistolet de volée

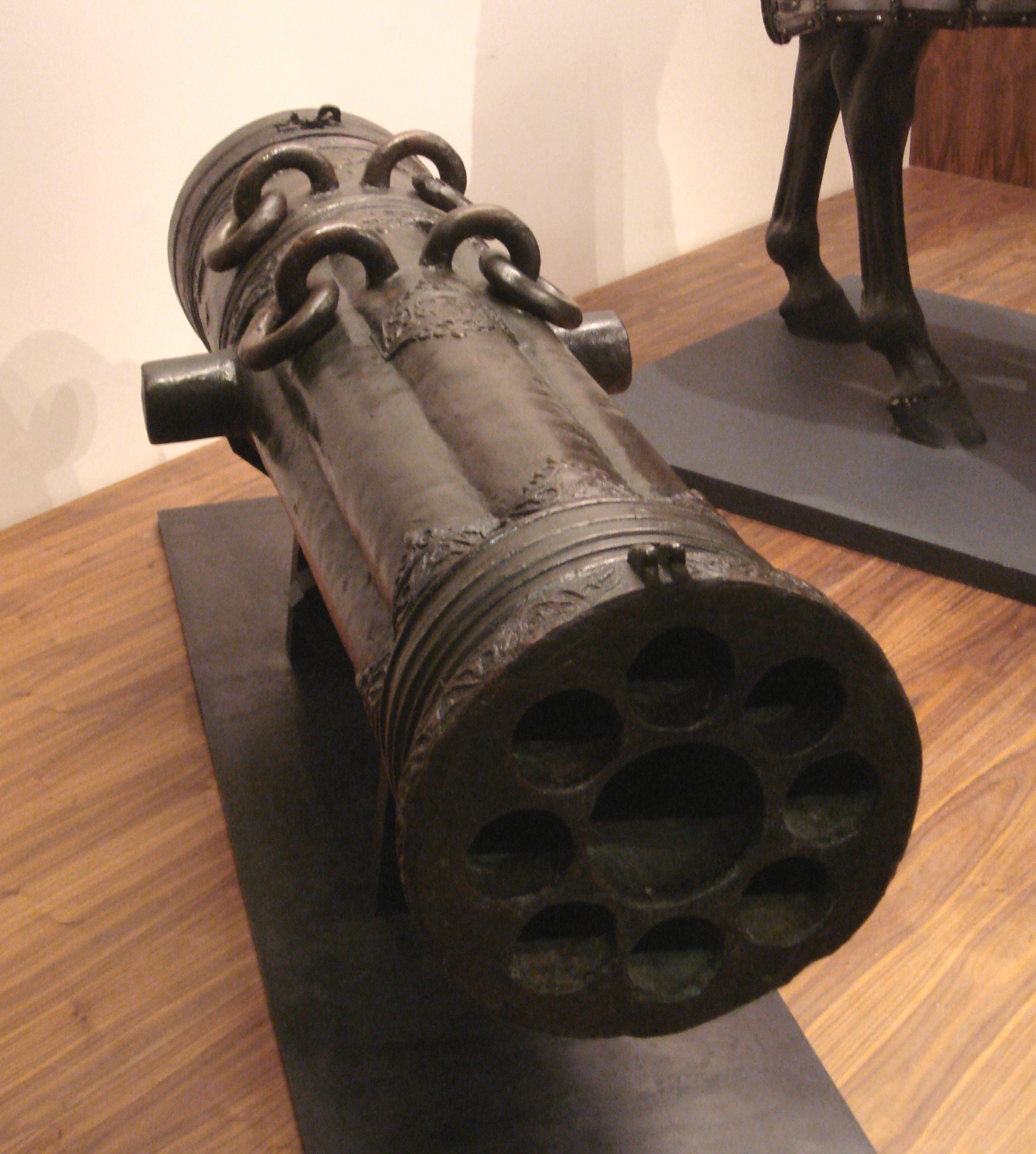
Fusil à la volée de l'Empire ottoman à 8 canons, début du XVIe siècle

Les armes à feu à plusieurs canons remontent au XIVe siècle, lorsque les premières armes à feu primitives ont été développées. Elles sont constituées de plusieurs canons à un coup assemblés pour tirer un grand nombre de coups, soit simultanément (à la volée), soit en succession rapide. Ces armes à feu avaient une puissance de feu limitée par le nombre de canons groupés et devaient être préparées, allumées et rechargées manuellement pour chaque tir.
Dans la pratique, les gros fusils à volée n'étaient pas particulièrement plus utiles qu'un canon à balles encartouchées ou à mitraille. Comme ils étaient toujours montés sur un chariot, ils pouvaient être aussi peu pratiques pour viser et difficiles à déplacer qu'un canon lourd, et leurs nombreux canons prenaient autant de temps (sinon plus) à recharger. Ils avaient également tendance à être relativement coûteux car ils étaient structurellement plus complexes qu'un canon, en raison de leurs multiples canons et mécanismes de mise à feu, et chaque canon devait être entretenu et nettoyé individuellement.

### Poivrière

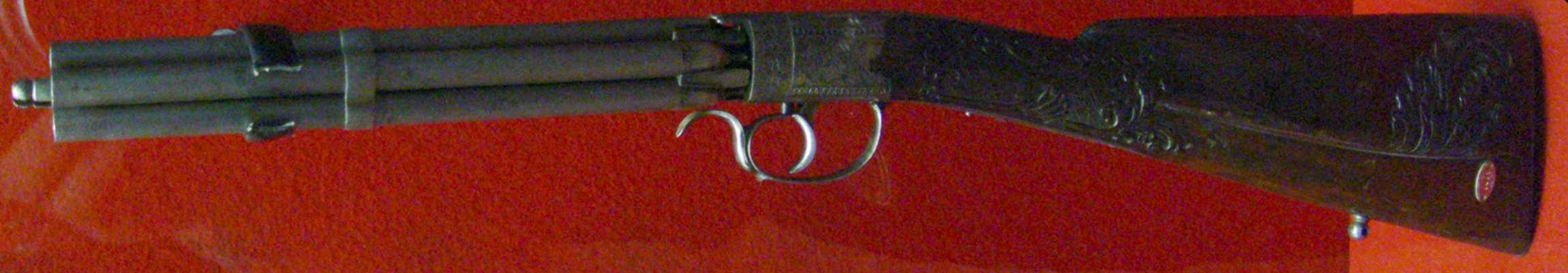
Une carabine poivrière russe fabriquée à l'Arsenal de Tula.

Un pistolet poivrière ou « revolver poivrière » possède trois canons ou plus tournant autour d'un axe central, et tire son nom de sa ressemblance avec les poivrières domestiques de l'époque. Il a existé pour tous les systèmes de munitions : à mèche, à rouet, flintlock, snaplock, à percussion à amorce, à broche, à percussion annulaire et percussion centrale . Ils étaient populaires en Amérique du Nord de 1830 jusqu'à la guerre civile américaine, mais le concept a été introduit bien plus tôt. Après chaque tir, l'utilisateur fait tourner manuellement le barillet suivant en alignement avec le mécanisme de mise à feu, et chaque barillet doit être rechargé et entretenu individuellement.
Au XVe siècle, il y a eu des tentatives de conception pour avoir plusieurs canons à un coup attachés à une crosse, tirés individuellement au moyen d'une mèche. Vers 1790, des poivrières sont construites sur la base de systèmes à silex, notamment par Nock en Angleterre et « Segallas » en Belgique. Ces armes, s'appuyant sur le succès des premiers pistolets à deux canons, étaient équipées de trois, quatre ou sept canons. Les canons de ces premières poivrières étaient tournés manuellement.
L'invention de l'amorce à percussion s'appuyant sur les innovations du brevet de 1807 du Révérend Alexander Forsyth (qui a duré jusqu'en 1821) ainsi que la révolution industrielle qui démarrait ont permis aux revolvers poivrières d'être produits en série, les rendant plus abordables que les pistolets précédents faits à la main que l'on ne voyait auparavant qu'en possessions des riches. Des exemples de ces premières armes sont le pistolet américain à trois canons Manhattan, l'anglais Budding (probablement la première poivrière à percussion anglaise) et le suédois Engholm . La plupart des poivrières à percussion ont une bride circulaire autour de l'arrière du cylindre pour empêcher les cheminées garnies d'être tirées accidentellement si le pistolet était frappé alors qu'il se trouvait dans une poche ou chutait et aussi pour protéger les yeux des fragments d'amorce.
Samuel Colt possédait un mousquet à mèche rotatif à trois canons provenant d'Inde britannique, et un fusil de chasse à poivrière à huit canons a été conçu en 1867 mais n'est jamais entré en production.

### Derringer

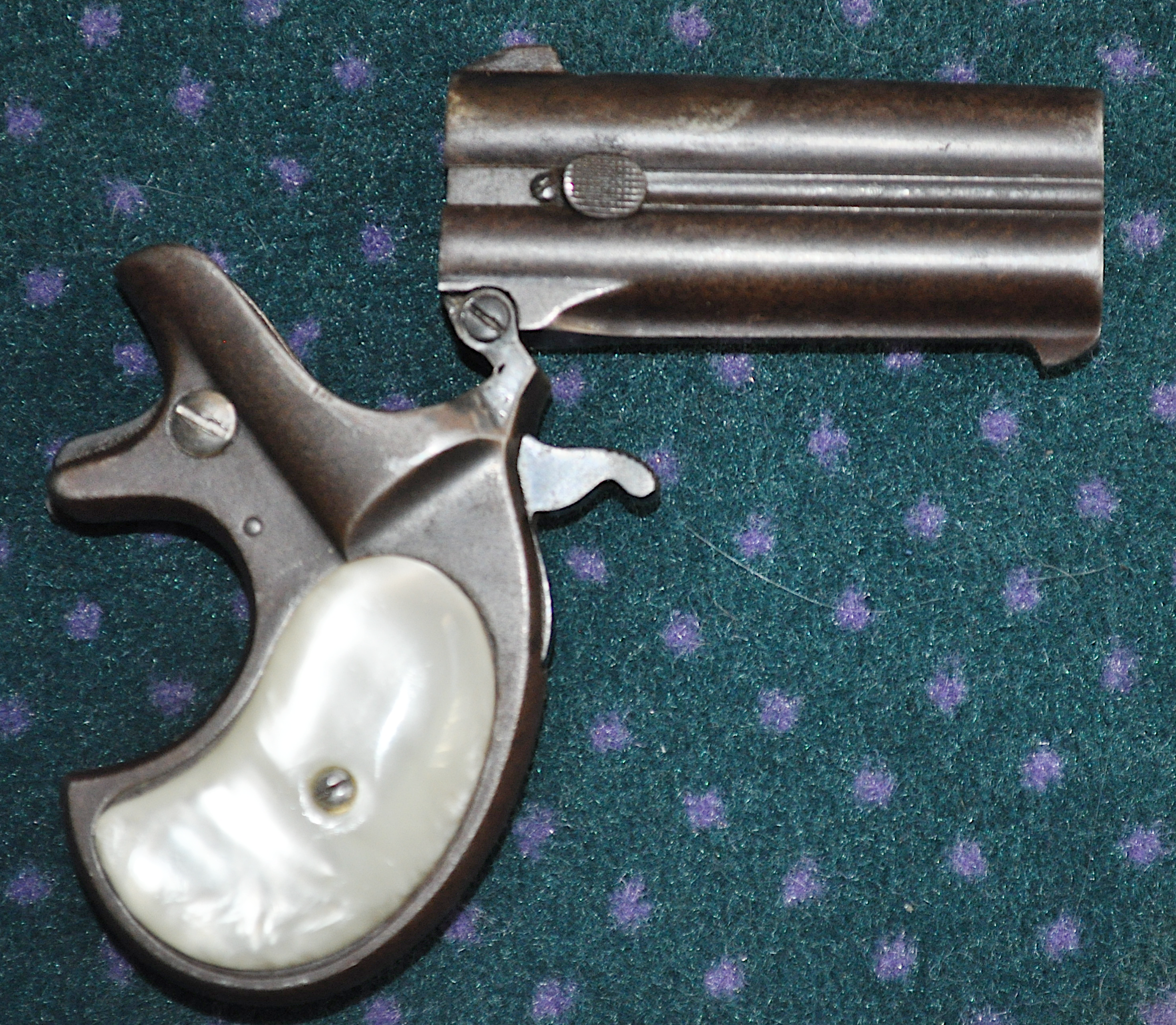
Remington Model 95 avec poignées nacrées et canons ouverts pour le rechargement

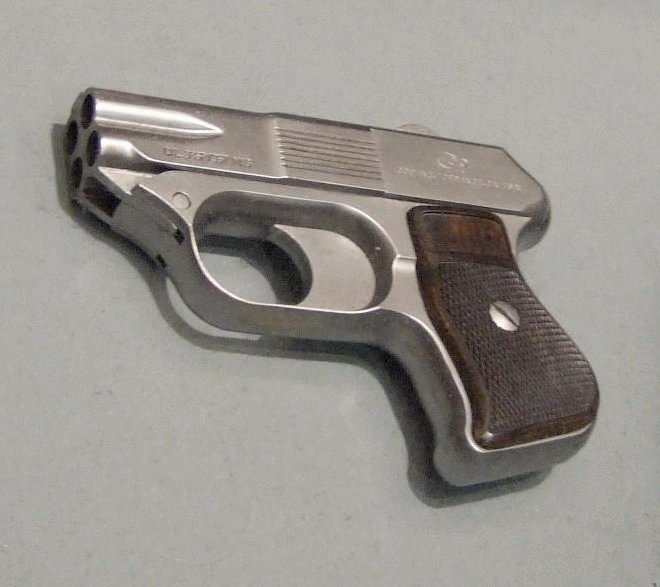
Derringer COP .357 Magnum

Le Philadelphia Deringer original était un petit pistolet à percussion à chargement par la bouche à un seul canon conçu par Henry Deringer (1786–1868) et produit de 1852 à 1868, et était une arme de poing à un coup facilement dissimulée, populaire à l'époque et largement copiée par les concurrents. Cependant, c'est le Remington Model 95 à chargement par la culasse, fabriqué par Remington Arms de 1866 à 1935,, qui a vraiment acquis une grande popularité au point qu'il a complètement éclipsé tous les autres modèles et est devenu synonyme du mot « derringer ». Il utilisait une conception à ouverture par brisure avec deux canons à un coup chambrés pour la cartouche à percussion annulaire .41 et une came sur le percuteur alternant entre les 2 canons. Le design du derringer Remington est toujours exploité aujourd'hui par American Derringer, Bond Arms et Cobra Arms, et utilisée par les reconstitutions de duels 'western' en tant qu'arme dissimulée.
Les Sharps Derringers  (souvent appelé "Sharps Pepperbox" bien qu'il ne s'agisse pas d'un modèle à canon rotatif) étaient des derringers à quatre canons avec un percuteur rotatif breveté pour la première fois en 1849, mais seulement jusqu'en 1859 où Christian Sharps brevette un mécanisme plus pratique. Lors du chargement et du rechargement, les quatre canons coulissent vers l'avant pour ouvrir la culasse. La production de ceux-ci a pris fin avec la mort de Christian Sharps en 1874.
Les conceptions modernes de derringer sont presque toutes à plusieurs canons, ce qui en fait essentiellement des pistolets compacts portables. Le COP 357 est un derringer sans chien apparent (hammerless) à double action de calibre .357 Magnum à quatre canons (2 × 2) introduit en 1984 et pas beaucoup plus gros qu'un pistolet semi-automatique .25 ACP. Un "Mini COP", en plus petit calibre .22 Magnum, a également été fabriqué par l'Américain Derringer.
DoubleTap Defense a introduit le derringer DoubleTap sans chien apparent à double action (dessus-dessous) en 2012. Le nom vient de la technique de tir à double frappe, dans laquelle deux coups sont tirés consécutivements très rapidement sur la même cible avant d'engager la suivante. Ces derringers contiennent également deux cartouches supplémentaires dans la poignée, s'inspirant prétendument du pistolet FP-45 Liberator.

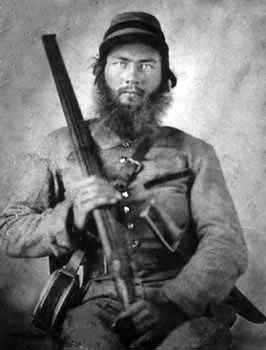
Cavalier confédéré avec un fusil de chasse à double canon côte à côte

En 1790, Joseph Manton, reconnu comme le «père du fusil de chasse moderne», a d'abord réuni toutes les composants des fusils de chasse à silex de son époque sous la forme des fusils de chasse modernes à double canon. Bientôt, l'allumage à percussion a remplacé le silex, puis assez rapidement, a été remplacé par la cartouche moderne à amorce intégrée.
Au XIXe siècle, les fusils de chasse étaient principalement utilisés par les unités de cavalerie, car les unités montées favorisaient son efficacité sur les cibles mobiles et sa puissance de feu dévastatrice à courte portée. Les deux camps de la guerre civile américaine ont utilisé des fusils de chasse et la cavalerie américaine les a largement utilisés pendant les guerres indiennes. Les fusils de chasse sont également restés populaires auprès des milices citoyennes, des gardes (par exemple les convoyeurs des diligences) et shériffs et marshalls comme arme d'autodéfense, et sont devenus l'un des nombreux symboles du vieil ouest américain.
En 1909, Boss &amp; Co. a introduit le fusil de chasse superposé, qui est resté la configuration la plus populaire pour les fusils de chasse à double canon. De nos jours, les fusils à pompe et semi-automatiques ont pris leur place pour l'autodéfense, les forces de police et les utilisations militaires, même si les fusils superposés restent toujours populaires pour la chasse à la sauvagine / en montagne et le ball trap.

### Fusil à 2 canons
Le développement de la carabine double a toujours suivi le développement du fusil de chasse à double canon, les deux sont généralement très similaires mais les contraintes de tir d'un projectile plein sont bien supérieures à celles d'une volée de plomb . Les premiers mousquets à double canon ont été créés dans les années 1830 lorsque la traque des cerfs est devenue populaire en Écosse. Auparavant, des armes à canon unique avaient été utilisées, mais, reconnaissant la nécessité d'un deuxième coup rapide pour achever un animal blessé, des mousquets à double canon ont été construits selon le même format que les fusils de chasse à double canon déjà couramment utilisés.
Ces premières armes à double canon étaient à canon lisse, chargés à poudre noire et avec des systèmes d'allumage à silex ou à percussion . Alors que les véritables rayures datent du milieu du XVIe siècle, l'invention du fusil express par James Purdey "le Jeune" en 1856 a permis d'atteindre des vitesses initiales beaucoup plus importantes grâce à un canon long rayé, améliorant considérablement la trajectoire et, par conséquent, améliorant considérablement la portée utile de ces fusils. Ces fusils express avaient deux rainures opposées profondes qui étaient suffisamment larges et profondes pour empêcher les balles de plomb d'user les rayures si elles étaient tirées à des vitesses élevées, un problème reconnu auparavant.
Divers chargeurs de culasse expérimentaux existaient depuis le XVIe siècle, mais des développements tels que le fusil Ferguson dans les années 1770 et les premières cartouches à broche dans les années 1830 ont eu peu d'impact sur les fusils de sport en raison de leur nature expérimentale, de leur coût et de l'extraordinaire force et fiabilité des armes à percussion et à chargement par la bouche. En 1858, Westley Richards a breveté l'action de chargement par la culasse avec ouverture par le haut, mais bien qu'un développement utile, ces premiers modèles à ouverture par brisure avaient un trop grand jeu et lors du tir, elles s'ouvraient légèrement. un problème qui s'est progressivement aggravé avec des tirs répétés et avec des cartouches plus puissantes. De nombreux armuriers ont essayé diverses méthodes pour remédier à ce problème, en vain jusqu'à ce que Westley Richards invente le verrou "Dolls head" en 1862, ce qui a considérablement amélioré la rigidité, suivi du mécanisme de sous-verrouillage de James Purdey en 1863 et du "Wedge rapide" de WW Greener en 1873.
À ce moment-là le mécanisme d'ouverture de base encore utilisé à ce jour a atteint la solidité requise pour répondre aux contraintes des projectiles de gros calibre. En 1914, des conceptions de verrouillage triple, quadruple et même quintuple pouvaient être trouvées dans certains mécanismes spécifiques.
En 1900, les actions sans chien apparent boxlock et sidelock avaient largement remplacé les fusils à chiens et, avec l'ajout d'éjecteurs et l'ouverture assistée, la conception de base du double fusil a peu changé à ce jour. C'est Westley Richards qui a inventé le premier loquet de sécurité fiable pour les doubles canons, les éjecteurs, la gâchette sélective unique et les extracteurs spéciaux qui permettaient d'utiliser des cartouches sans bourrelet dans les fusils à 2 coups, toutes caractéristiques que l'on retrouve dans les fusils à 2 coups modernes.
Après la Seconde Guerre mondiale, une combinaison de coûts de main-d'œuvre accrus et d'un Empire britannique en déclin a mis fin à la demande de fusils de grande chasse fabriqués à la main et le double fusil a été largement supplanté par le fusil à verrou. Il faudra attendre les années 1980 et 1990, avec l'émergence de l'industrie de la chasse au gros gibier en Afrique australe pour que la production de carabines doubles reprenne à un rythme soutenu, portée en grande partie par la demande des sportifs américains.

### Canons rotatifs

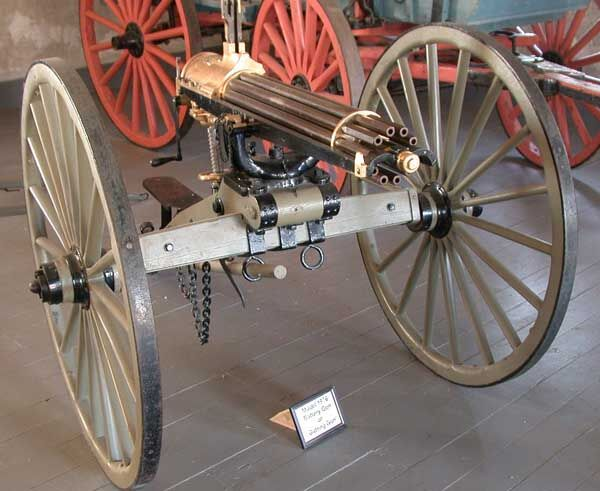
Mitrailleuse Gatling de 1876

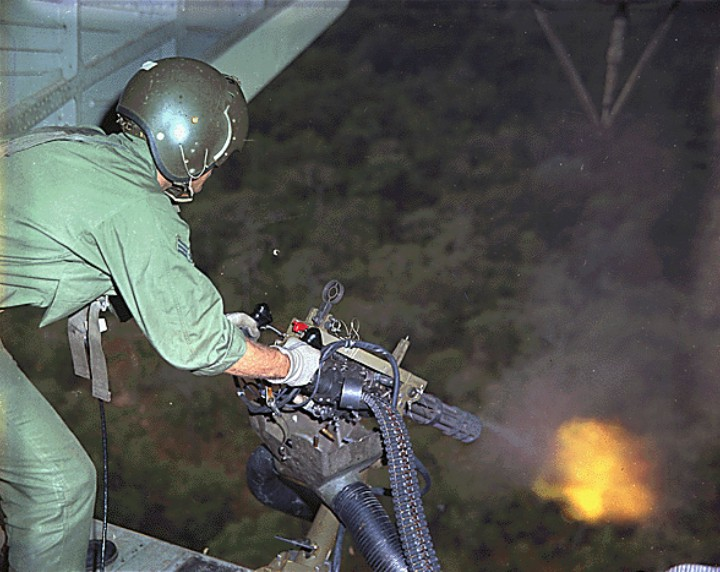
Un membre d'équipage d'hélicoptère de l'US Air Force utilise un Minigun pendant la guerre du Vietnam.

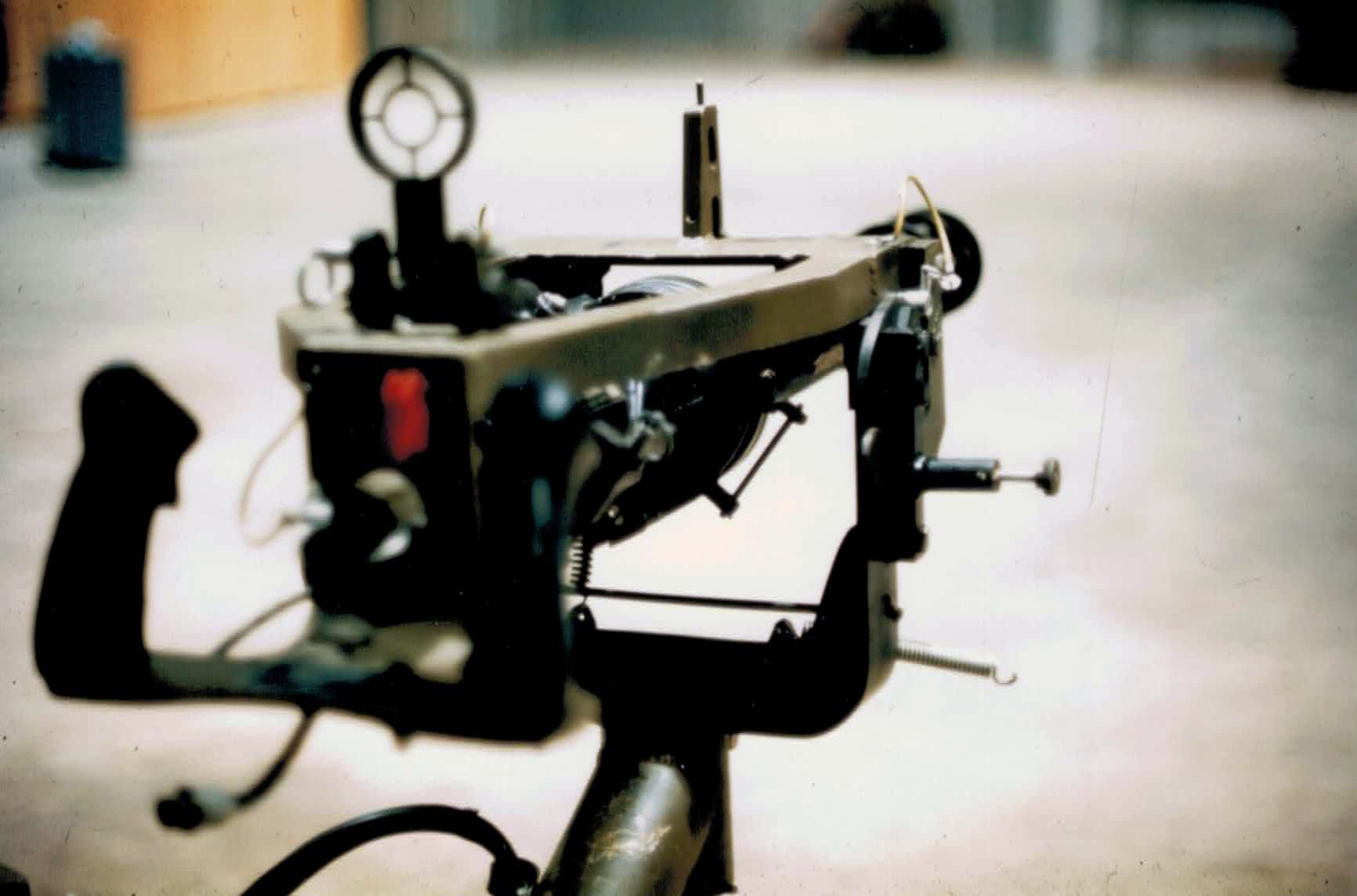
Vue du M134 depuis l'intérieur d'un Huey, base aérienne de Nha Trang, 1967.

La mitrailleuse Gatling est l'une des premières armes à tir rapide les plus connues et un précurseur des mitrailleuses et des pistolets rotatifs automatiques modernes. Inventé par Richard Gatling, son premier usage au combat a été une utilisation occasionnelle par les forces de l'Union pendant la guerre de sécession dans les années 1860, . Plus tard, elle fut de nouveau utilisé dans de nombreux conflits militaires, tels que la guerre de Boshin, la guerre anglo-zouloue et l'assaut sur la colline de San Juan pendant la guerre hispano-américaine. Elle a également été utilisé par la milice de Pennsylvanie dans les épisodes de la Great Railroad Strike de 1877, en particulier à Pittsburgh.
Le fonctionnement de la mitrailleuse Gatling était basé sur un assemblage à plusieurs canons de type poivrière dont la conception facilitait un meilleur refroidissement et synchronisait la séquence de tir-rechargement. L'arme était actionnée en tournant manuellement une poignée latérale en forme de manivelle, qui était conçue pour faire tourner l'ensemble des canon. Chaque canon est couplé à une culasse entraînée par came, qui accrochait une seule cartouche, puis faisait feu au bon moment dans la rotation, après quoi elle éjectait la cartouche usée et permettait au canon vide de refroidir quelque peu avant de charger un nouveau projectile et en répétant le cycle. Cette configuration cyclique intégrait toutes les phases de tir de chaque canon et permettait d'atteindre des cadences de tir plus élevées sans surchauffe de chaque canon.
Richard Gatling a ensuite remplacé le mécanisme à manivelle d'une mitrailleuse Gatling par un moteur électrique, une invention relativement nouvelle à l'époque. Même après avoir ralenti le mécanisme, la nouvelle Gatling à moteur électrique avait une cadence de tir théorique de 3 000 coups par minute, soit environ trois fois la cadence maximale d'une mitrailleuse à un canon moderne typique. Le mécanisme d'entrainement à propulsion électrique de Gatling a reçu le brevet américain n ° 502 185 le 25 juillet 1893, mais malgré les améliorations, les mitrailleuses Gatling sont rapidement tombées en désuétude après l'invention de mitrailleuses à recul du canon et à emprunt des gaz moins chères, plus légères et plus fiables; Gatling lui-même a fait faillite pendant un certain temps.
Pendant la Première Guerre mondiale, plusieurs sociétés allemandes travaillaient sur des canons à propulsion externe destinés à être utilisés dans les avions. Parmi ceux-ci, le plus connu aujourd'hui est peut-être le Fokker-Leimberger, un pistolet rotatif à 12 canons à alimentation externe utilisant les cartouches Mauser de 7,92 × 57 mm ; il était censé être capable de tirer à plus de 7 000 tr / min, mais souffrait de fréquentes ruptures de douille en raison de sa conception "casse-noisette", à culasse rotative, assez différente de celle d'un Gatling. Aucun de ces canons allemands n'est entré en production pendant la guerre, bien qu'un prototype Siemens concurrent (utilisant peut-être une action différente) qui a été essayé sur le front occidental ait remporté une victoire en combat aérien . Les Britanniques ont également expérimenté ce type de culasse fendue dans les années 1950, mais ils ont également échoué.
Dans les années 1960, les forces armées des États-Unis ont commencé à explorer des variantes modernes des armes électriques à barillet rotatif de style Gatling pour les utiliser pendant la guerre du Vietnam. Les forces américaines pendant la guerre du Vietnam, qui utilisaient des hélicoptères comme l'un des principaux moyens de transport de soldats et d'équipements à travers les jungles tropicales denses, ont constaté que les hélicoptères à faible blindage étaient très vulnérables aux tirs d'armes légères et aux attaques à la grenade propulsée par fusée (RPG). quand ils ralentissaient pour atterrir. Bien que les hélicoptères aient monté des mitrailleuses à un seul canon, les utiliser pour repousser les attaquants cachés dans le feuillage dense de la jungle entraînait souvent une surchauffe rapide des canons ou un enrayage,.
Afin de développer une arme avec une cadence de tir plus fiable et plus élevée, les concepteurs de General Electric ont réduit le canon M61 Vulcan de 20 mm à canons rotatifs pour l'adapter aux munitions OTAN de 7,62 × 51 mm. L'arme résultante, le M134 Minigun, pouvait tirer jusqu'à 6 000 coups par minute sans surchauffe. L'arme a une cadence de tir variable sélectionnable spécifiée pour tirer à des cadences allant jusqu'à 6 000 tr / min, la plupart des usages étant réglées à des cadences comprises entre 3 000 et 4 000 coups par minute.
Le Minigun était monté sur les supports latéraux des hélicoptères Hughes OH-6 Cayuse et Bell OH-58 Kiowa ; dans la tourelle et sur les nacelles de pylône des hélicoptères d'attaque Bell AH-1 Cobra ; et sur les supports de porte, de pylône et de nacelle sur les hélicoptères de transport Bell UH-1 Iroquois. Plusieurs avions plus gros ont été équipés de Miniguns spécifiquement pour l'appui aérien rapproché : le Cessna A-37 Dragonfly avec un canon interne et des nacelles sur les points d'emport des ailes ; et le Douglas A-1 Skyraider, également avec des nacelles sur les points durs des ailes. D'autres avions de combat célèbres étaient le Douglas AC-47 Spooky, le Fairchild AC-119 et le Lockheed AC-130.